# Hans Brattström
Hans Olof Brattström, född 10 juli 1908 i Skara, död 26 aug. 2000 i Ljungsbro, var en svensk zoolog och marinbiolog, verksam mest i Norge. 
Efter fil mag 1934 och fil lic 1939 blev Brattström fil dr och docent i Lund 1941 på en avhandling om echinodermer (tagghudingar) i Öresund och Kattegatt. Under studiet av dessa upptäckte han även det s.k. "öresundsdjuret" Ulophysema och blev expert på kräftdjursgruppen Ascothoracica. Han deltog som en av ledarna i Lunds universitets Chileexpedition 1948-49 tillsammans med Erik Dahl.
Brattström blev 1949 professor i zoologi, från 1962 professor i marinbiologi, båda vid universitetet i Bergen, vilket han var till sin pension 1978. Han byggde upp Bergens biologiska station till en ledande marinbiologisk forskningsinstitution i norra Europa.
1961 startade han tidskriften Sarsia som han redigerade fram till 1983 och arbetade med fram till sin död. Först tänkt som ett organ för lokal forskning växte Sarsia till en tidskrift för marinbiologisk forskning i hela det nordatlantiska området. Den är uppkallad efter de norska naturforskarna  M. Sars och  G. O. Sars; Sarsia är även ett släkte bland hydrozoerna.
Brattström ledde också flera expeditioner till Karibien och utgav marinbiologiska arbeten om detta område. Han arbetade med internationell samverkan i marinbiologi i t.ex. Nordisk Kollegium for Marinbiologi och European Marine Biological Symposia. Han var ledamot av Norska Vetenskapsakademin och hedersprofessor vid universitetet i Valparaíso, Chile.